# آیدونئوس
آیدونئوس (یونانی باستان: Ἀїδωνεύς) پادشاه اسطوره‌ای مولوسیان در اپیروس بود که به عنوان شوهر پرسفونه نشان داده می‌شود. پس از اینکه تسئوس با کمک پیریتوس هلن را در Aphidnae پنهان کرد، به اپیروس رفت تا برای پیریتوس پرسفونه، همسر آیدونئوس، به عنوان یک پاداش تهیه کند. وقتی آیدونئوس متوجه شد که آنها به قصد ربودن همسرش آمده‌اند، پیریتوس را به دست سربروس کشت، و تئوس را در اسارت نگه داشت که پس از آن به درخواست هراکلس آزاد شد. یوسبیوس قیصریه همسر آیدونئوس را دختر ملکه دمتر می‌خواند که با او فرار کرده بود. بنابراین، داستان آیدونئوس افسانه ربودن پرسفونه توسط هادس است که پادشاه اسطوره ای را جایگزین خدای هادس کرده است. نوشته اند که این اقتباس از اسطوره «بی گمان کار یک مفسر متأخر» از اساطیر کهن است. همچنین قابل‌توجه است که آیدونئوس شکل طولانی‌شده یونانی برای "هادس" است (‎/ˈheɪdiːz/‎؛ زبان یونانی: ᾍδης&nbsp;Háidēs؛ یونانی باستان: Ἅιδης Háidēs) که به ندرت در منابع اصلی، از جمله هومر (Iliad v, 190; xx, 61.) ظاهر می شود ref>